# Lijst van vlaggen van Polen
Dit is een lijst van vlaggen van Polen.

## Nationale vlag (perFIAV-codering)
|          | Civiele vlag | Staatsvlag | Oorlogsvlag |
| -------- | ------------ | ---------- | ----------- |
| Te land  | · ?          | · ?        | · ?         |
| Te water | · ?          | · ?        | · ?         |

## Vlaggen van bestuurders
| Vlag | Periode                   | Functie                                                                          | Beschrijving                                                                  |
| ---- | ------------------------- | -------------------------------------------------------------------------------- | ----------------------------------------------------------------------------- |
|      |                           | Vlag van de Poolse president.                                                    | Een gekroonde witte adelaar binnen een versierde witte rand op een rood veld. |
|      | 1918 - 1928, 1938 - heden | Vlag van diplomatieke, consulaire en andere officiële missies in het buitenland. | Een gekroonde witte adelaar binnen een versierde witte rand op een rood veld. |

## Militaire vlaggen
De oorlogsvlag is reeds in de eerste tabel te vinden.
| Vlag | Periode      | Functie                                           | Beschrijving |
| ---- | ------------ | ------------------------------------------------- | --- |
|      | 1919 - heden | Geus                                              | |
|      |              | Vlag van de ondersteuningseenheden van de marine. | |
|      |              | Scheepsvaandel van de Poolse grenswacht.          | |
|      | 1942-1945    | Vlag van de Armia Krajowa.                        | Kotwica ('Anker') genaamd, symbool van het Poolse verzet, met een gestileerde 'P' van Polen boven op het anker. Tevens betekenen de letters 'PW' Polska Walcząca ('Strijdend Polen'). |

## Vlaggen van etnische minderheden
| Vlag | Periode | Functie                  | Beschrijving                                      |
| ---- | ------- | ------------------------ | ------------------------------------------------- |
|      |         | Vlag van de Kasjoebiërs. | Twee horizontale banden in zwart (boven) en geel. |